# Cyclone Ava
Pour les articles homonymes, voir Ava.
Ava est le nom du cyclone tropical qui a touché les côtes est et nord-est de Madagascar dans l'Océan Indien, le 5 janvier 2018. Ava est né d'une onde tropicale devenue dépression tropicale le 27 décembre 2017 puis tempête tropicale et finalement le premier cyclone de la saison australe 2017-2018 de l'océan Indien. Le système atteignit son maximum à la catégorie catégorie 2 avec des vents soutenus de 150 km/h et des rafales jusqu'à 190 km/h.
Le cyclone a touché la côte à proximité de Toamasina (Tamatave), après être resté pendant plusieurs heures près de l'île Sainte-Marie durant la nuit précédente,. Le bilan humain fait état de 51 morts, 22 disparus tandis que les dégâts matériels ont touché 160 000 personnes contraignant 54 000 d'entre elles à évacuer leur habitation.  Selon la presse, « Au cours des dix dernières années, Madagascar, un des pays les plus pauvres au monde, a été frappé par quarante-cinq cyclones et tempêtes tropicales. En mars 2017, Enawo avait fait au moins 78 morts ».